# Priaranza de la Valduerna
Priaranza de la Valduerna es una localidad española perteneciente al municipio de Luyego, en la provincia de León, comunidad autónoma de Castilla y León.

## Comunicaciones
Carretera Provincial CV-192-18. La citada vía conecta al pueblo con las carreteras que conducen a las ciudades próximas de Astorga y La Bañeza. 

## Cultura

### Patrimonio
Ermita de la Merced, La Mata.

### Fiestas
La Merced y fiesta de San Juliano.